# 松尾鉱業鉄道ED25形電気機関車
松尾鉱業鉄道ED25形電気機関車（まつおこうぎょうてつどうED25がたでんききかんしゃ）は、かつて松尾鉱業鉄道で使用されていた直流用電気機関車である。

## 概要
1951年（昭和26年）6月に東京芝浦電気（現在の東芝）でED251、ED252の2両が製造された。車体中央部に小型の運転室を設け、その前後に主要機器を内蔵したボンネットを設置する、いわゆる凸型車体を有する。

## 仕様

### 車体
前面窓は乗務員扉部を含めて4枚の窓で構成されている。上記の通り長方形のボンネットと箱型の運転室を備えた凸型車体で、台枠部分には手すりならびにステップが設置されている。前照灯は運転室部分に前後一灯ずつを備え、運転室の上にパンタグラフを置いている。現役時代の塗色は湘南電車に近い窓周りとボンネット上部が黄色（前面塗り分け線はV字型に近いいわゆる金太郎塗り）、屋根と下回りが濃緑色→青地にボンネット前部から側面途中まで回る白帯（これも前面の帯はV字型に近い）と変化している。

### 主要機器
先に製造された東濃鉄道ED1000形電気機関車と多くの部分で類似した仕様を持つ。東芝製のTT-51台車を備える。

### 運用
投入された1951年以降、全線廃止まで主に構内入れ替え用電気機関車として運用された。貨物輸送の最盛期には、輸送能力を補うために本線貨物列車牽引の主力だったED50形の代わりに本線の列車を牽引することもあった。
1972年（昭和47年）10月の松尾鉱業鉄道廃止後、ED252はそのまま廃車解体となり、ED251も解体される予定であったが盛岡市内の廃棄物処理業者に引き取られた。長年の個人所有を経た後、1993年（平成5年）に八幡平の松尾村歴史民俗資料館（現・八幡平市松尾鉱山資料館）へ移設され、静態保存されている。塗色は現役時代と異なり、朱色一色となっている。